# École de Warmun
L'école de Warmun est une école artistique regroupant des Aborigènes d'Australie appartenant à la communauté Gija. Créée en 1998 à Warmun, dans le Kimberley, en Australie-Occidentale, elle compte parmi ses membres Lena Nyadbi ou Freddie Timms, notamment.